# 7459-es mellékút (Magyarország)
A 7459-as számú mellékút egy bő három kilométer hosszú, négy számjegyű országos közút Vas vármegye legnyugatibb részén. Szentgotthárd belvárosát köti össze az egyik különálló városrészével, Rábafüzessel, valamint a 8-as főúttal.

## Nyomvonala
Szentgotthárd központjában ágazik ki a 7454-es út dupla körforgalmú csomópontjából, tulajdonképpen a 7458-as út folytatásaként. Északnak indul, mintegy 400 méteren a Széll Kálmán tér nevet viseli, majd egy apróbb iránytörés után – amikor is egy kicsit keletebbnek tér – Füzesi út lesz a neve. 600 méter után keresztezi a Rábát, majd az első kilométerét elhagyva kiágazik belőle a 74 328-as út délnyugat felé; ez Szentgotthárd vasútállomásra vezet.
1,2 kilométer után keresztezi az út a MÁV 21-es számú Szombathely–Szentgotthárd-vasútvonalát, majd továbbhalad; a folytatásban néhol kevesebb mint 100 méterre húzódik az országhatártól. A 3,150-es kilométerszelvényénél, lámpás csomópontban keresztezi a 8-as főút Rábafüzest elkerülő szakaszát, itt a főút a 189,800-as kilométerszelvényénél tart. A 7459-es út számozása még mintegy negyed kilométeren továbbhalad, a rábafüzesi Alkotmány útig, amely az elkerülő szakasz átadását megelőzően a 8-as főút része volt, azóta csak önkormányzati útnak minősül.
Teljes hossza, az országos közutak térképes nyilvántartását szolgáló kira.gov.hu adatbázisa szerint 3,363 kilométer.

## Hídjai
Két jelentősebb hídja van, ezek az alábbiak.
- A 0+587-es kilométerszelvénynél a szentgotthárdi Rába-híd – háromnyílású híd, melynek legnagyobb nyílásköze 25,3 méter, hídfelszíne 645 négyzetméter; monolit szekrénytartós kivitelben épült, 1971-ben.

A szentgotthárdi „új” Rába-híd állandó magasságú, vasbeton szekrényszerkezetű híd; nyílásai: 13,5 + 25,3 + 13,5 méter, teljes szerkezeti hossza 57,0 méter. Eredeti szélessége 1,25 + 8,50 + 1,25 = 11,0 méter volt, az 1988-as átépítésével ezt 2,25 + 7,50 + 1,25 méteresre alakították át. Tervezője az Út- és Vasútépítési Tervező Vállalat (Uvaterv), kivitelezője a Hídépítő Vállalat volt.
Alépítményét vascsőcölöpök adják, betonkitöltéssel, a hídfők és a pillérek vasbeton szerkezetek. A hidat betonozott idomacél jégtörőéllel is felszerelték. Felszerkezete folytatólagos, egycellás vasbeton szekrény, melyen az útfelületen szigetelés és aszfaltburkolat, a járdákon csak 2,5 centiméter vastag öntött aszfaltburkolat épült. Az 1988-ban történt átépítésekor az egyik oldalán kerékpársávot alakítottak ki, így az a járda egy méterrel szélesebb, az útpálya ugyanannyival keskenyebb lett.
Szentgotthárd területén egyébként korábban is több híd állt már, legalább a török hódoltság időszakától kezdve – részben a Rába, részben a Lapincs–patak fölött –, de az még tisztázandó, hogy azok közül melyek tekinthetők ezen híd elődjének.
- A 2+241-es kilométerszelvénynél a rábafüzesi Lahn-patak-híd – háromnyílású híd, melynek legnagyobb nyílásköze 24,0 méter, hídfelszíne 719 négyzetméter; monolit vasbeton lemezhídként épült, 2001-ben (elődje ugyanitt 1940-41-ben épült).[1]